# Nebulosa Occhio di Gatto
La Nebulosa Occhio di Gatto (conosciuta anche con i numeri di catalogo NGC 6543 e C 6) è una nebulosa planetaria visibile nella costellazione boreale del Dragone.
Scoperta da William Herschel il 15 febbraio 1786, fu la prima nebulosa planetaria il cui spettro venne analizzato, ad opera dall'astronomo amatoriale inglese William Huggins nel 1864.
La nebulosa planetaria è stata studiata approfonditamente nel corso degli anni; è relativamente brillante, possiede una magnitudine apparente pari a 9,8 e un'alta luminosità superficiale, sebbene le sue dimensioni apparenti siano piuttosto ridotte.
Strutturalmente è una tra le più complesse nebulose attualmente conosciute: le immagini ad alta definizione fornite dal telescopio spaziale Hubble hanno infatti rivelato ampi getti di materia e numerose strutture a forma di arco.
Recenti studi hanno portato alla luce alcuni misteri riguardanti l'intricata struttura di questa nebulosa, che potrebbe essere in parte causata dalle emissioni di materia provenienti da una stella binaria situata nella regione centrale. Non ci sono però ancora evidenze empiriche che attestino ciò. Altro mistero tuttora senza spiegazione sono le grandi discrepanze tra le quantità degli elementi chimici ottenute tramite l'utilizzo di diversi sistemi di misurazione.

## Informazioni generali
La parte centrale della nebulosa, più piccola e luminosa, ha un diametro di 20 secondi d'arco, mentre l'alone più esterno, formato dalla materia espulsa dalla stella centrale nella sua fase di gigante rossa, si estende per ben 386 secondi d'arco (6,4 minuti d'arco). Le osservazioni mostrano che il corpo principale ha una densità di circa 5.000 particelle per centimetro cubo e una temperatura di quasi 7800 kelvin (K), l'alone esterno presenta densità minore ma una temperatura che sfiora i 15.000 K.
La stella centrale è di classe spettrale O, con una temperatura stimata intorno agli 80.000 K e circa 10.000 volte più luminosa del nostro Sole, con un raggio di circa 0,65 volte quello solare. Le analisi spettroscopiche mostrano che la stella sta perdendo velocemente massa a causa di un forte vento stellare, ad un ritmo di 3,2×10−7 masse solari all'anno. La velocità del vento è di circa 1.900 km/s. Calcoli derivanti dai modelli teorici attribuirebbero alla stella centrale una massa solare che secondo i modelli di evoluzione stellare corrisponde ad una massa iniziale 5 volte maggiore.

## Storia delle osservazioni

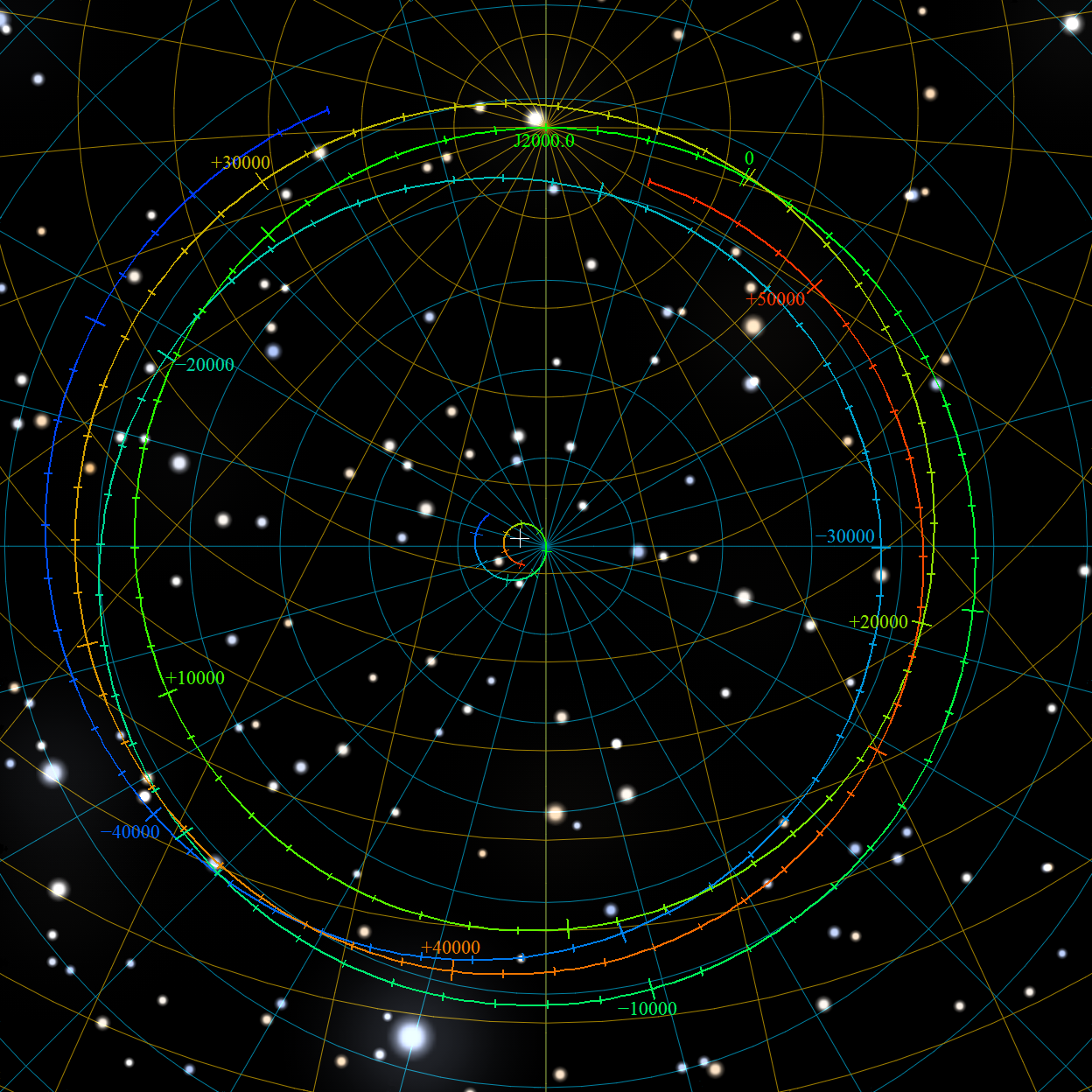
La proiezione del percorso di precessione del Polo Nord sul cielo fisso dell'epoca J2000.0 per l'intervallo di tempo da 48000 a.e.v. al 52000 a.e.c.. La nebulosa si trova esattamente nel punto indicato dall'intersezione delle varie linee ciano. La stella luminosa in basso è Vega, quella in basso a sinistra Deneb e in alto la Stella Polare.

William Herschel, uno dei più famosi astronomi a cavallo fra Settecento e Ottocento, fu il primo a notare questo piccolo oggetto, che chiamò, assieme ad altri oggetti simili, "nebulosa planetaria", poiché la sua forma gli ricordava quella del pianeta Urano, da lui scoperto appena 4 anni prima. L'oggetto fu in seguito riosservato dall'astronomo francese Antoine Darquier de Pellepoix, lo stesso che scoprì la famosa Nebulosa Anello nella Lira.
Il 29 agosto 1864, William Huggins utilizzò per la prima volta uno spettroscopio per osservare la nebulosa: in questo modo egli poté confermare che si trattava di una nebulosa, in quanto lo spettro che determinò era caratteristico dei gas luminescenti; fino ad allora infatti si credeva che le nebulose planetarie fossero semplicemente una o più stelle "dai contorni sfumati" e non risolvibili. La prima pubblicazione di immagini di questa nebulosa arrivò nel 1995, quando il Telescopio Spaziale Hubble mostrò al grande pubblico gli innumerevoli dettagli di quest'oggetto, compresa la stella centrale.

## Osservazione amatoriale
La nebulosa è osservabile ad una ascensione retta 17h 58m 33,423s e una declinazione +66° 37′ 59,52″, esattamente in direzione del polo nord eclittico, dunque diametralmente opposta in cielo alla Grande Nube di Magellano. Questa alta declinazione le permette di essere facilmente osservabile da tutto l'emisfero boreale, da cui si presenta circumpolare fino al Tropico del Cancro, proprio in quella fascia dove storicamente sono situati i più grandi telescopi. Interessante notare come questa nebulosa non sia mai osservabile allo zenit in un cielo notturno, proprio a causa della sua posizione. Inoltre, questa posizione fa sì che la nebulosa mantenga sempre la stessa declinazione durante tutte le epoche precessionali.
La nebulosa, essendo di magnitudine apparente 9,8, e di dimensioni apparenti molto ridotte, diventa visibile solo con un telescopio di media potenza, a partire dai 120–150 mm di apertura. Reperire l'esatta posizione in cielo non presenta grosse difficoltà, trovandosi quasi esattamente 4,5° ad est della stella ζ Draconis, un astro di terza grandezza. In un telescopio amatoriale da 120 mm si presenta come un minuto disco chiaro, privo di particolari. Notevoli dettagli si possono osservare solo con un oculare da 450x e telescopi da 350mm.

## Osservazione a più lunghezze d'onda

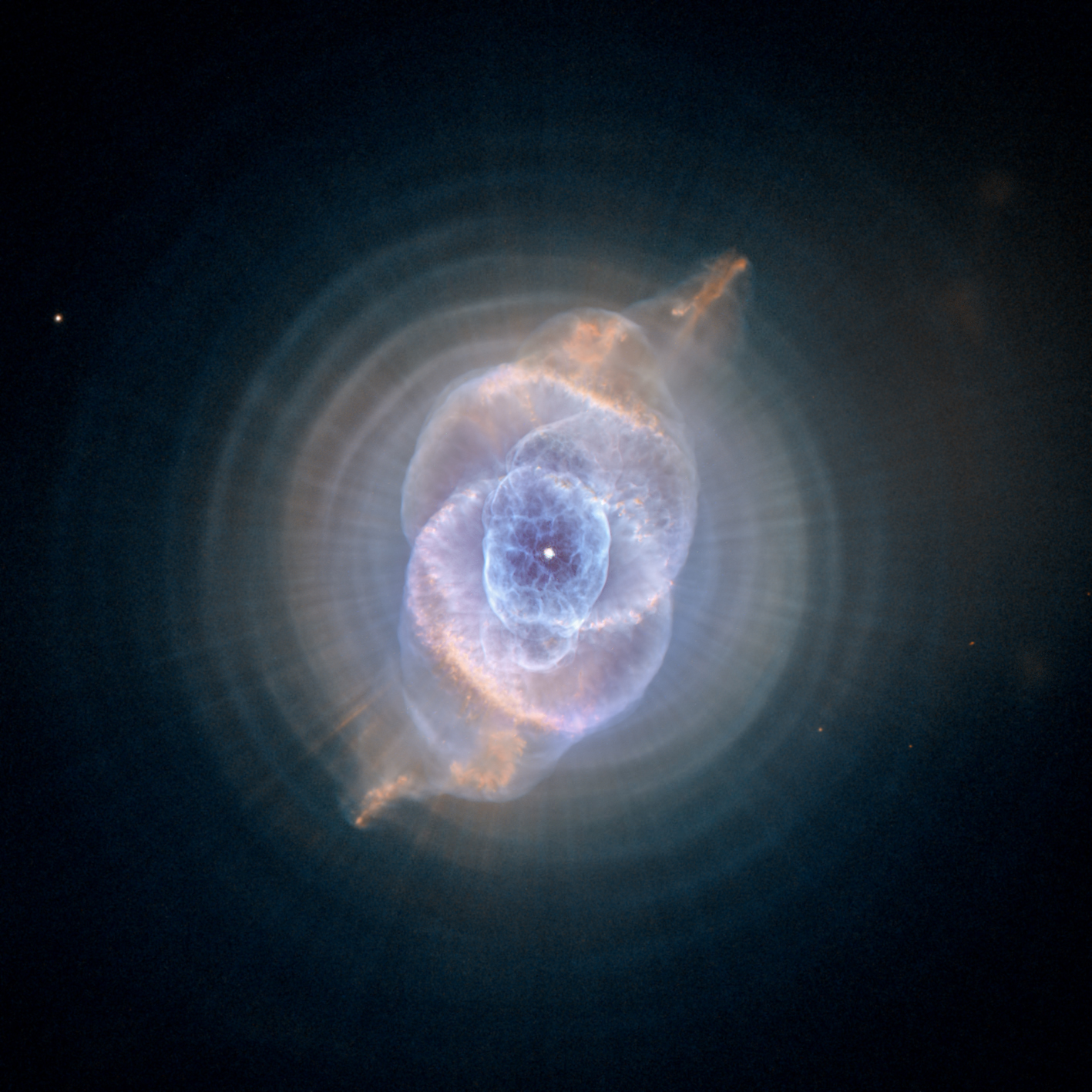
Immagine di NGC 6543 processata per rivelare gli anelli concentrici che circondano il nucleo centrale. Sono anche visibili i getti polari forse dovuti alla presenza di una stella binaria.

### Nell'infrarosso
Le osservazioni di NGC 6543 in lunghezze d'onda infrarosse mostrano la presenza di polvere stellare e gas a bassa temperatura. Si pensa che la polvere si formò nelle ultime fasi della vita della stella progenitrice; questa polvere assorbe luce della stella centrale trasmettendo l'energia in lunghezze d'onda infrarosse. Lo spettro di emissione infrarosso permette di dedurre temperature attorno ai 70 K, rivelando inoltre la presenza di materiale non ionizzato come l'idrogeno molecolare (H2). In molte nebulose planetarie l'emissione molecolare è maggiore a distanze superiori dalla stella, dove il materiale smette di essere ionizzato; nel caso di NGC 6543 l'emissione di idrogeno è più intensa nel limite interno dell'alone esterno. Questo è probabilmente dovuto ad onde d'urto che eccitano l'H2 man mano che colpiscono a diverse velocità l'alone esterno.

### Nel visibile e nell'ultravioletto
La Nebulosa Occhio di Gatto è stata estesamente osservata nell'ultravioletto e nel visibile; le osservazioni spettroscopiche in queste lunghezze d'onda permettono di determinare le abbondanti differenze chimiche nell'intricata struttura della nebulosa. L'immagine in falsi colori del Telescopio Spaziale Hubble risalta le regioni di emissione e quelle a bassa concentrazione di ioni. Tre immagini furono prese con filtri che isolavano la luce emessa da ioni di idrogeno a 656,3 nm, azoto ionizzato a 658,4 nm ed ossigeno doppiamente ionizzato a 500,7 nm; in seguito le immagini furono combinate rispettivamente in canali rosso, verde ed azzurro. Il quadro finale rivela due cappe di materiale meno ionizzato nei limiti della nebulosa.

### Ai raggi X
L'Osservatorio di raggi X Chandra ha rivelato la presenza di gas estremamente caldo attorno a NGC 6543. Si crede che il gas sia prodotto dalla violenta interazione tra il vento stellare ed il materiale espulso anteriormente. Questa interazione ha vuotato in larga misura l'interno della nebulosa lasciando uno spazio meno denso a forma di bolla. Queste osservazioni hanno rivelato anche una fonte puntuale di intensi raggi X nella posizione della stella. Questa non dovrebbe emettere tanto intensamente un così elevato flusso di raggi X. Una possibilità interessante potrebbe essere che i raggi X siano prodotti da un ipotetico disco di accrescimento attorno al sistema binario.

## Distanza

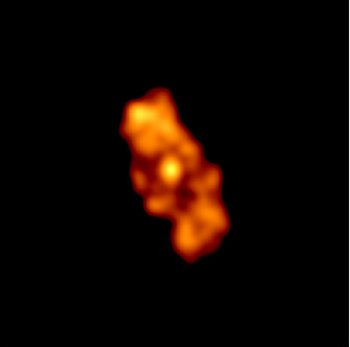
Un'immagine ai raggi X di NGC 6543 ha rivelato una luminosa stella centrale circondata dalla nube del gas della nebulosa; questa immagine è dell'osservatorio a raggi X di Chandra.

La misurazione della distanza che ci separa da oggetti come le nebulose planetarie è problematica e deriva dal fatto che la maggior parte dei metodi usati per la stima si basano su assunzioni che possono rivelarsi inappropriate in casi come questo; negli ultimi anni tuttavia le osservazioni effettuate tramite il Telescopio Spaziale Hubble hanno permesso di migliorare l'accuratezza di queste stime. Partendo dal presupposto che tutte le nebulose planetarie si espandono, osservare a distanza di alcuni anni con alta risoluzione angolare l'oggetto permette di misurarne la velocità angolare di espansione. Tale espansione è generalmente molto piccola, si parla di pochi millisecondi di arco ogni anno. Le osservazioni effettuate tramite spettroscopio permettono di misurare invece la velocità di espansione basandosi sull'effetto Doppler. Combinando così le misurazioni scaturite da questi due metodi si può giungere ad una corretta stima della distanza.
Nel caso di NGC 6543, le misurazioni effettuate dal Telescopio Spaziale Hubble indicano una velocità di espansione angolare di 10 millisecondi d'arco all'anno, mentre le misurazioni tramite spettroscopio forniscono una velocità di 16,4 km/s; combinando questi due risultati si ottiene una distanza di 3.300 anni luce (ossia 31.325.371.000.000.000.000 km), che corrispondono a circa 1.000 parsec.

## Caratteristiche

### Morfologia

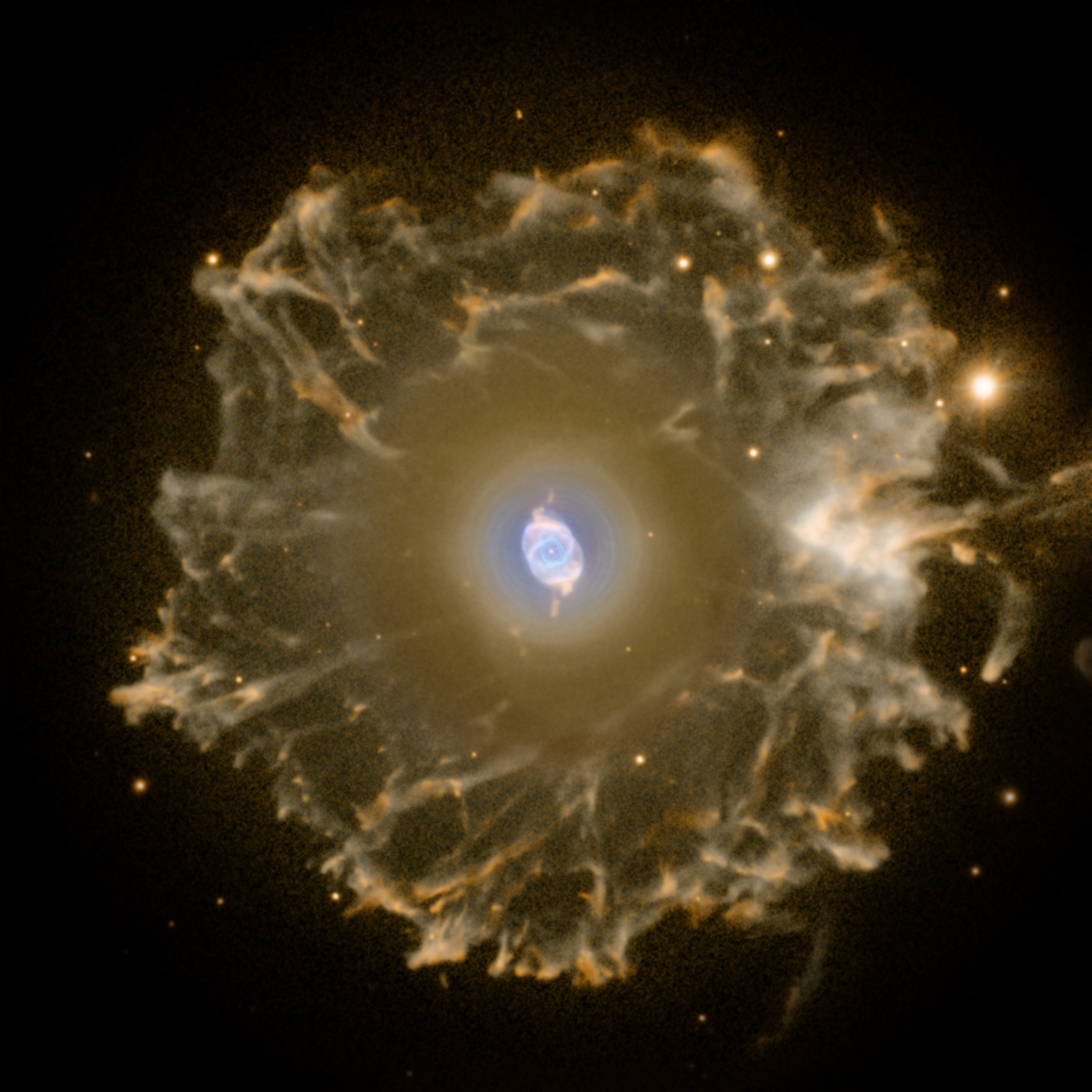
Un vasto ma debole alone di materia gassosa dal diametro di circa 3 anni luce circonda la nebulosa; secondo alcuni studi si tratterebbe di materia espulsa dalla stella durante fasi di attività antecedenti alla formazione della nebulosa planetaria. L'immagine, ripresa dal Nordic Optical Telescope sull'isola di La Palma (Canarie), è una ricostruzione di due esposizioni nella banda dell'ossigeno (tonalità blu) e dell'azoto (tonalità rosse).

La Nebulosa Occhio di Gatto è strutturalmente molto complessa e i meccanismi che hanno portato a questa complicata morfologia non sono ancora del tutto noti. L'immagine proposta in alto rappresenta la fusione di una foto del telescopio spaziale Hubble e una immagine nei raggi X del Chandra, le zone azzurre costituiscono l'emissione di raggi X che come si vede provengono dalla zona interna ellittica ad alta energia. I diversi colori sono causati dai diversi stati di ionizzazione dei gas ad alta temperatura, che prendono il nome di "stratificazione della ionizzazione" e dipendono dall'energia fotoionizzante della calda stella centrale. La struttura di gas in espansione è costituita da un anello equatoriale e da due lobi polari con caratteristiche condensazioni lineari ai margini; inoltre, all'interno, si osserva un fronte ellittico in rapida espansione che con l'impatto dei gas emessi in precedenza emette raggi X.
Oltre a ciò, si è portati a ritenere anche che la stella centrale sia in realtà una stella binaria. L'esistenza di un disco di accrescimento causato dal trasferimento di massa tra le due componenti del sistema può aver generato i getti polari che interagiscono con la materia espulsa precedentemente. Nel tempo la direzione dei getti polari può variare a causa della precessione.
Al di fuori della zona più brillante è visibile una serie di cerchi concentrici, che si pensa siano stati generati mentre la stella si trovava ancora nel ramo asintotico delle giganti nel Diagramma Hertzsprung-Russell; questi anelli sono disposti in modo molto regolare, il che suggerisce che il meccanismo responsabile della loro formazione si sia ripetuto nel tempo ad intervalli regolari e con velocità di emissione simili.

### Età
La velocità di espansione angolare può anche essere utilizzata per stimare l'età della nebulosa: ipotizzando un tasso di espansione costante di 10 millisecondi di arco all'anno e un diametro attuale di 20 secondi di arco la nebulosa potrebbe essersi formata circa 1000 anni fa; se così fosse, la nebulosa sarebbe una delle più giovani finora conosciute.

### Composizione

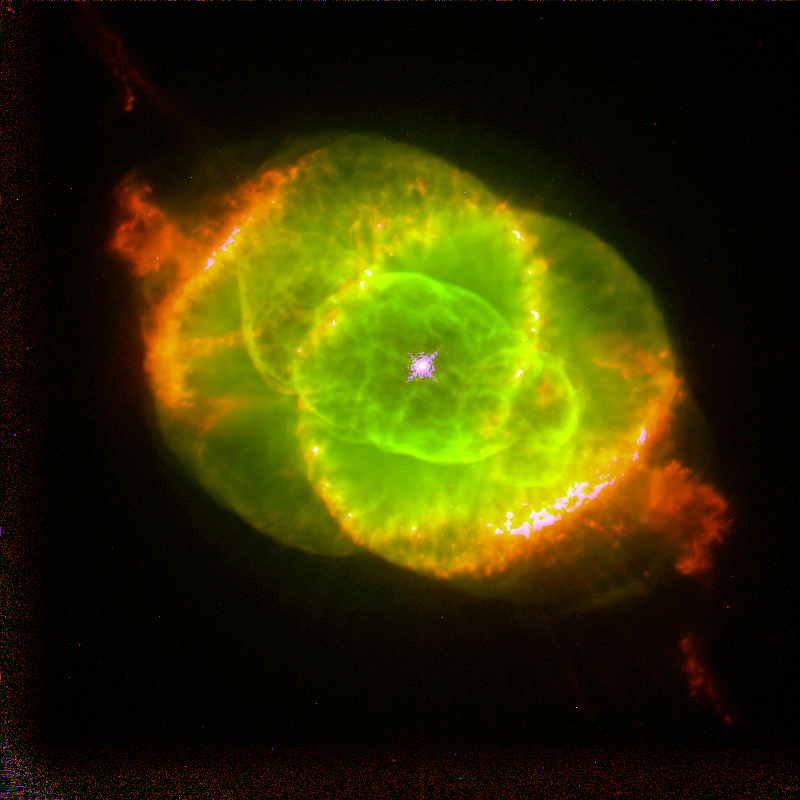
Una delle prime immagini della Nebulosa Occhio di Gatto ripresa dal Telescopio Spaziale Hubble.

Come la maggior parte degli oggetti astronomici, NGC 6543 è formata soprattutto da idrogeno ed elio con gli elementi più pesanti presenti in minori quantità. L'esatta composizione può essere determinata attraverso analisi spettroscopiche. L'abbondanza degli elementi viene solitamente espressa in relazione all'idrogeno, che è l'elemento principale.
Studi diversi generano spesso misurazioni differenti, poiché gli spettroscopi collegati ai telescopi spesso non catturano tutta la luce generata dall'oggetto che si sta studiando oppure perché vengono studiate parti diverse dello stesso oggetto.
Ad ogni modo i risultati per NGC 6543 sono largamente accettati e forniscono un'abbondanza, in relazione all'idrogeno, di elio di circa 0,12; carbonio e azoto sono entrambi a 3×10−4, mentre l'abbondanza di ossigeno invece è di 7×10−4. Sono i tipici valori di una nebulosa planetaria con abbondanza di carbonio, azoto e ossigeno molto più ampia dei valori riscontrabili nell'osservazione del nostro Sole, dovuti al processo di nucleosintesi che arricchisce l'atmosfera stellare di elementi pesanti prima che siano espulsi nella formazione della nebulosa planetaria.

### Dinamiche
Le dinamiche di questa nebulosa, come la sua morfologia, presentano diverse particolarità; i due filamenti ellittici incrociati della nebulosa, osservati nella banda dell'idrogeno alfa, sembrano espandersi alla velocità di circa 20 km/s−1 attraverso un mezzo interstellare relativamente quieto. Agli estremi nord e sud della nebulosa vi sono due lobi brillanti a bassa velocità, composti da elementi fortemente ionizzati, mentre tutt'attorno alla nebulosa, nel debole alone, si trovano due "code" la cui velocità è stimata sui 25–30 km/s−1. Il vento stellare della stella centrale, molto intenso, sembra interagire idrodinamicamente con il gas espulso dalla stella stessa durante la fase di gigante rossa, creando così i due lobi lungo l'asse ortogonale della nebulosa, che quindi avrebbe le caratteristiche di una nebulosa bipolare. I modelli suggeriscono che questi due lobi abbiano nello spazio una forma grosso modo ellittica e che siano disposti lungo l'asse che interseca il nucleo, dove si trova la stella centrale.

## Questioni ancora aperte
Nonostante la mole di studi effettuati, molte cose riguardo alla Nebulosa Occhio di Gatto sono ancora oggetto di studi e controversie. I cerchi che circondano la nebulosa centrale ad esempio sembrano emessi a distanza di alcune centinaia di anni, una scala temporale difficile da spiegare, dato che generalmente le pulsazioni termiche che di solito genera una nebulosa planetaria avvengono ad intervalli di decine di anni o al massimo un centinaio, mentre le piccole pulsazioni superficiali a distanza di anni o decine di anni. Non si è ancora riusciti a trovare una spiegazione del perché questa nebulosa presenti tempistiche così dilatate.
Lo spettro delle nebulose planetarie consiste di linee di emissione sovrapposte al continuum; queste linee di emissione possono essersi formate sia tramite l'eccitazione collisionale degli ioni della nebulosa, sia tramite la ricombinazione degli elettroni con gli ioni. Le linee eccitate dalle collisioni sono di solito molto più forti delle linee di ricombinazione, così sono state usate più di frequente e da più tempo per determinare l'abbondanza degli elementi; tuttavia, recenti studi hanno scoperto che le abbondanze derivate dalle linee di ricombinazione osservate nello spettro della nebulosa sono di circa tre volte più alte di quelle derivanti dalle collisioni. La causa di ciò è ancora da appurare.

### Libri e pubblicazioni rilevanti
- Bruce Balick e Heather Preston, A wind-blown bubble model for NGC 6543, in Astronomical Journal, vol. 94, ottobre 1987,  pp. 958-963, DOI:10.1086/114528.
- Joseph Hora, W. Latter, L. Allen, M. Marengo, L. Deutsch, e J. Pipher, Infrared Array Camera (IRAC) Observations of Planetary Nebulae, in Astrophysical Journal Supplement Series, vol. 154, n. 1, 2004,  pp. 296-301, DOI:10.186/422820.
- (EN) Stephen James O'Meara, Deep Sky Companions: The Caldwell Objects, Cambridge University Press, 2003, ISBN 0-521-55332-6.

### Carte celesti
- Wil Tirion, Barry Rappaport e Lovi, Uranometria 2000.0 - Volume I - The Northern Hemisphere to -6°, Richmond, Virginia, USA, Willmann-Bell, inc., 1987, ISBN 0-943396-14-X.
- Wil Tirion e Roger Sinnott, Sky Atlas 2000.0 - Second Edition, Cambridge, USA, Cambridge University Press, 1998, ISBN 0-933346-90-5.
- Wil Tirion, The Cambridge Star Atlas 2000.0, 3ª ed., Cambridge, USA, Cambridge University Press, 2001, ISBN 0-521-80084-6.